# Kulturgeschichte der Menstruation
Die Kulturgeschichte der Menstruation befasst sich mit der Erforschung und der Darstellung der Menstruation im Laufe der Geschichte. Seit der Antike wurde die Menstruation (von lateinisch mensis ‚Monat‘) als (monatlicher) Reinigungsprozess gesehen, da Frauen zu viel Blut oder Nährstoffe im Körper hätten, die ausgeschieden werden müssten. Bis ins 20. Jahrhundert hinein wurde dem Menstruationsblut nachgesagt, es sei giftig und könne Lebensmittel verderben oder zum schnelleren Verderb beitragen. Andererseits sollte es auch magische Kräfte haben und war die Zutat vieler Zauber. In der abendländischen Medizin galt die Menstruation lange Zeit als unerlässliche Voraussetzung für die Erhaltung der Gesundheit und der Fruchtbarkeit von Frauen. Nach den Reinheitsvorstellungen des Judentums wurde die menstruierende Frau als unrein betrachtet und von jeglichen rituellen Handlungen ausgeschlossen.

## Wissenschaftliche Thesen zur Menstruation

### Antike
Für viele männliche Wissenschaftler war der männliche Körper stets der Ausgangspunkt ihrer Überlegungen und die Frau das Wesen, das von diesem abwich. Häufig wurde sie auch als unfertiger Mann angesehen.
Der griechische Philosoph Pythagoras (* um 570 v. Chr.; † 510 v. Chr.) sah in der Menstruation einen Überschuss an Nährstoffen, den Frauen mit der Nahrung aufnähmen und der gelegentlich ausgeschieden werden müsse. Hippokrates (* um 460 v. Chr.; † 375 v. Chr.) glaubte, dass die Konstitution der Frau feuchter, weniger dicht und schwächer als die des Mannes sei und deshalb einen Überschuss an Körpersäften produziere, die regelmäßig abfließen müssten. Damit bezog er sich auf die über viele Jahrhunderte verbreitete Humoralpathologie, ein Konzept, das den Ursprung der Krankheiten in einem Ungleichgewicht von Säften (z. B. Blut, Schleim, schwarze und gelbe Galle) sah.
Zur Beförderung der als reinigend angesehenen Menstruation wurden seit der Antike auch medikamentöse Mittel eingesetzt.
Für Aristoteles (* 384 v. Chr.; † 322 v. Chr.) war das Menstruationsblut nötig, um den Überschuss an Blut auszuscheiden, der sich bei beiden Geschlechtern bilden würde. Doch da der Mann wärmer sei als die Frau, könne er dieses Blut „kochen“ und als Samen ausscheiden, die Frau dagegen nicht. Für ihn war das Blut auch der einzige Beitrag der Frau zur Entstehung eines Kindes. Damit gestand er den Frauen eine gewisse Verwandtschaft mit ihren Nachkommen zu, im Gegensatz zu vielen anderen Gelehrten der Zeit, für die nur die Abstammung vom Vater von Bedeutung war. Aristoteles sah im Menstruationsblut nur die rohe Materie, im Samen dagegen das Element, das alle wichtigen Eigenschaften des Kindes enthalte. Der römische Gelehrte Plinius der Ältere (* 23/24; † 79) war ebenfalls der Ansicht, dass aus dem Blut neues Leben entstehen würde. Dieser Vorgang sei mit einem Kuchen zu vergleichen, in dem der männliche Samen die Rolle der Hefe übernehme, wodurch der Teig aufgehen und in Form gebracht würde. Doch außerhalb der Schwangerschaft sei das Blut giftig und Frauen würden nur überleben, da sie auf Grund jahrelanger Gewöhnung immun seien. Der Glaube, dass das Menstruationsblut ein giftiger Stoff sei, setzte sich im 1. Jahrhundert nach Christus allgemein in der antiken Welt durch und wurde noch im 20. Jahrhundert von Wissenschaftlern vertreten.

### Mittelalter und Renaissance
Im Mittelalter wurde der regelmäßige Blutfluss (lateinisch menstrua, Plural zu menstruum) der Frauen als sehr wichtig für die Gesundheit betrachtet, wenn keine Schwangerschaft vorlag, da so das Gleichgewicht der Säfte als gewahrt erachtet wurde. Die Menstruation wurde aber immer noch als ein negativer Vorgang betrachtet, der auf die Minderwertigkeit der Frau hindeutete. Wie viele andere Gelehrte des Mittelalters sah auch Hildegard von Bingen (1098–1176) die Menstruation als eine Folge des Sündenfalls, doch sie betonte als eine der wenigen deren lebensspendenden Aspekt und deutete sie als sichtbares Zeichen der Fruchtbarkeit der Frauen.
Zu Beginn der Renaissance unterschied sich der Stand des Wissens über die Menstruation nur unwesentlich von dem in der Antike, doch sie wurde in dieser Zeit vor allem im Hinblick auf ihre Giftigkeit untersucht. Die Werte und wissenschaftlichen Erkenntnisse der Antike lebten erneut auf, und so mischten sich damals Astrologie, Theologie, Magie und Humoralpathologie in die Medizin.

### Zeit der Aufklärung
Im 17. und 18. Jahrhundert veränderte sich die Weltsicht von den aktiven, vitalen, die ganze Welt verbindenden Prinzipien hin zu einem mechanisierten Weltbild. Die Aufklärung veränderte die Einstellung der Menschen zur Natur von Grund auf, die nun als etwas Chaotisches und Gefährliches betrachtet wurde, das bekämpft und beherrscht werden musste. In diesem Kontext änderte sich auch das Verständnis der Geschlechter. Frauen galten nun nicht mehr als unvollendete Männer, sondern als total gegensätzliche Wesen. Dem Mann wurden Kultur, Geistigkeit, abstraktes Denken, Wissenschaft und Fortschritt zugeordnet, der Frau Natur, Körperlichkeit, Aberglaube und Tradition. In diesem Zusammenhang galt es, die Frauen systematisch zu studieren und zu beherrschen, da in ihnen die Naturgesetze offen zu Tage traten.
Auch in der Neuzeit wurde die Frau als minderwertiges Wesen betrachtet. Allerdings wurde dies nun nicht mehr mit der Sündhaftigkeit des weiblichen Geschlechts begründet, sondern mit dem näheren Bezug der Frau zur Natur. Doch diese Naturhaftigkeit würde durch die Zivilisation beeinträchtigt. Jean-Jacques Rousseau (1712–1778) sah deshalb in der Menstruation die Folge einer verderblichen Auswirkung der Zivilisation auf die Frau, die durch zu viel Essen, zu wenig Bewegung und eine durch gesellschaftliche Normen eingeschränkte Sexualität hervorgerufen würde.

### 19. und 20. Jahrhundert
Mit der Verbreitung der Evolutionstheorie und des daraus abgeleiteten Sozialdarwinismus im 19. Jahrhundert rückte der weiße Mann an die oberste Stelle der menschlichen Hierarchie. Die Frau wurde jetzt mehr denn je als das andere Wesen gesehen. Diese Andersartigkeit wurde mit Invalidität gleichgesetzt und die Frau zur Mutterschaft berufen, aber gleichzeitig zur ständigen Krankheit aufgrund ihrer physiologischen Schwächen verdammt. In diesem Zusammenhang wurde auch die Menstruation mehr und mehr zu einem Leidenszustand und notwendigen Übel degradiert.
Die engere Verbindung zwischen Menstruation und Fortpflanzung wurde erkannt, allerdings glaubte man damals noch, dass der Eisprung in diesen Tagen stattfände und die Menstruation deshalb der tierischen Brunft entspreche. Trotzdem galt der Geschlechtsverkehr während der Menstruation als schädlich, vor allem für den Mann.
Einige Ärzte sahen in der Menstruation eine nicht ausgelebte Schwangerschaft. Sie waren der Meinung, dass jede von der Natur zur Reife gebrachte Eizelle auch ihrer Bestimmung zugeführt werden müsse. Deshalb sei es für die Gesundheit der Frauen unerlässlich, dass sie zwischen der Menarche und der Menopause permanent schwanger seien, um niemals zu menstruieren. Die Mutterschaft und die liebevolle und völlige Hingabe an diese Aufgabe galt als einziger Daseinszweck der Frauen.
Im Jahr 1908 erstellten Fritz Hitschmann (1870–1926) und Ludwig Adler eine neue Grundlage für die Lehre von den menstruellen Veränderungen der Gebärmutterschleimhaut.
Ab 1915 beschäftigte sich der Gynäkologe Robert Schröder wissenschaftlich mit der Physiologie und Pathologie der Menstruation.  1919 beobachtete der Wiener Arzt Béla Schick, dass Rosen, die von seiner Haushälterin in eine Vase gestellt wurden, sehr schnell verwelkten. Auf Nachfragen erfuhr er, dass sie die Menstruation hatte. Er schloss daraus, dass ihr Blut das „Menstruationsgift“ Menotoxin enthalten, welches er im Blut und im Schweiß menstruierender Frauen nachgewiesen habe. Mehrere wissenschaftliche Untersuchungen kamen in den folgenden Jahrzehnten jedoch zu keinem eindeutigen Ergebnis. Erst 1958 bewies der Arzt Burger die Ungiftigkeit des Menstrualblutes.

## Sicht der Religionen

### Judentum
Im 3. Buch Mose, Kapitel 15, Verse 16–30 steht Näheres über die rituelle Unreinheit von Männern und Frauen nach einem Samenerguss und der Menstruation. Frauen galten in der Zeit der Menstruation sieben Tage als rituell unrein, ebenso jeder, der sie oder einen Gegenstand von ihr berührte. Hatten Männer Geschlechtsverkehr mit einer menstruierenden Frau, so wurden auch sie rituell unrein. Wurde dieses Gesetz bewusst übertreten, musste das Paar gemäß 3. Buch Mose, Kapitel 20, Vers 18 aus dem Volk ausgestoßen werden und sterben.
Für Männer, die nach dem Talmud lebten, war es eine rituelle Pflicht, auf die Blutungen ihrer Frauen zu achten, vor allem darauf, ob es sich um die Menstruation oder um eine andere Blutung aus den Geschlechtsorganen handelte, denn in diesen Fällen waren die Regeln nicht so streng. Die streng orthodoxen Juden verlängerten die Zeit der rituellen Unreinheit auf 14 Tage.
In der Zeit der Menstruation war eine Frau von allen rituellen Handlungen ausgeschlossen. Sie durfte weder den Tempel noch die Synagogen besuchen. Es war ihr auch verboten, einem Rabbi die Hand zu geben. Nach diesen Tagen musste sie sich einem besonderen Reinigungsritual unterziehen. Dazu war es nötig, den gesamten Körper mit Wasser zu überspülen, also ein Tauchbad zu nehmen. In den Städten des Mittelalters gab es zu diesem Zweck spezielle Ritualbäder, genannt Mikwe, die mit Grund- oder Regenwasser gefüllt waren. Auch heute ist Ehepaaren im orthodoxen Judentum sexueller Verkehr während der Menstruation verboten.

### Christentum
Das Christentum schließt die Frauen nicht von der Teilnahme am Gottesdienst aus. Gehobene Positionen wurden ihnen bereits in der Urkirche verwehrt, unter anderem mit der Begründung, dass sie während ihrer Menstruation unrein und damit allgemein ungeeignet für den Dienst am Altar seien.
Im frühen Mittelalter wurde die kirchliche Lehre und das medizinische Wissen hauptsächlich von den Klöstern aufgeschrieben und bewahrt. Die Mönche assoziierten die Sexualität immer mehr mit Sünde und Verunreinigung. Da bei den Frauen bedingt durch Menstruation und Schwangerschaften die Sexualität offensichtlich war, galten sie bald als von Grund auf verdorben und die Menstruation als Strafe Gottes für Evas Sündenfall. Davon wurde nur die Mutter Gottes ausgenommen, was die Theologen damit erklärten, dass sie nie menstruiert habe. Nun durften auch bei den Christen Frauen während dieser Zeit nicht in die Kirche gehen oder an der Kommunion teilnehmen. Da aber auch hellenistisch-römische Einflüsse ins Christentum eingebracht wurden und diese im Mittelalter zunehmend an Bedeutung gewannen, ließ das Interesse an der Menstruation und den damit bedingten Einschränkungen zunehmend nach, bis sie schließlich gar keinen Einfluss mehr auf die Teilnahme am Gottesdienst und den Empfang der Sakramente hatte.

## Volks- und Aberglaube
Die medizinisch-wissenschaftlichen Erkenntnisse über die Menstruation hatten im Laufe der Jahrhunderte kaum einen Einfluss auf den Volksglauben. Dies begann sich erst in der zweiten Hälfte des 19. Jahrhunderts zu ändern.
Bis dahin betrachtete die einfache Landbevölkerung den Körper als Welt im Kleinen, der in seinen Abläufen denen der Natur und der Welt entspräche. So glaubten die Menschen auch an einen Zusammenhang von Mondphasen und weiblichem Zyklus. Die Natur und die Erde wurden mit Weiblichkeit assoziiert, die genau wie diese gefährlich und verletzlich sei.
Der menstruierenden Frau beziehungsweise dem Menstruationsblut wurden viele Einflüsse auf alles Lebende und Materielle nachgesagt, im Positiven wie im Negativen. So glaubte man, dass die Berührung einer menstruierenden Frau Most und Wein sauer mache, Bier umschlagen, Milch gerinnen und Pflanzen, vor allem Setzlinge, verdorren lassen würde. Menstruierenden Frauen wurden daher Tätigkeiten, die sie in Kontakt mit den vermeintlich gefährdeten Gütern brachten, oft verboten. Besonders gefürchtet war der sogenannte böse Blick der Menstruierenden, dem man nachsagte, er würde Mensch und Tier erkranken, Spiegel trüben und Metalle rosten lassen.
Doch dem Menstruationsblut wurden auch positive Eigenschaften nachgesagt. So war es Bestandteil fast jedes Liebeszaubers, auf den Türpfosten eines Hauses gestrichen sollte es zudem Hexen fernhalten und vor Feuer schützen. Würde eine menstruierende Frau ein Feld umschreiten, hielt dies, dem Aberglauben nach, Ungeziefer fern; Waffen, die mit dem Menstruationsblut einer Jungfrau geschmiedet wurden, galten indes als besonders siegreich.

## Monatshygiene
Fast alle alten Kulturen kannten eine besondere Menstruationskleidung und hygienische Hilfsmittel, um das Menstrualblut aufzusaugen. Zu diesem Zweck wurden Binden aus Pflanzenfasern, Bast oder Gras benutzt. Auch Binden aus Leinen oder Stofffetzen wurden verwendet. Im alten Ägypten benutzten die Frauen sowohl Binden als auch Tampons aus Gras, in römischer Zeit aus Baumwolle.
Bis ins 19. Jahrhundert hinein war es nicht üblich, Unterwäsche zu tragen.
Im 19. und frühen 20. Jahrhundert wurde wohlhabenderen Frauen teils von Ärzten empfohlen, sich während der Menstruation möglichst zu schonen und fast ausschließlich zu ruhen. Auch das Wechseln von Binden galt als schädlich, da so der Blutfluss vorzeitig gestoppt würde. Es wurde empfohlen, sich nicht zu waschen, nur eine Binde zu nutzen und die Unterwäsche nicht zu wechseln. Andererseits waren auch einige Ärzte der Meinung, dass häufiges Waschen und kurze Sitzbäder für den reibungslosen Ablauf wichtig seien.
Zu Beginn des 20. Jahrhunderts benutzten Frauen auf dem Land spezielle Gürtel, an denen sie selbstgenähte Binden aus Leinen oder Baumwolle befestigen konnten. Ihre Unterwäsche bestand aus Hosen mit offenem Schritt, die sie im Winter zusätzlich mit einem Stofflatz an Knöpfen schließen konnten. Bereits Ende des 19. Jahrhunderts gab es die ersten Einwegbinden zu kaufen und in den 1950er Jahren kam in Deutschland der Tampon auf den Markt.